# Encyclopaedia Metallum
Encyclopaedia Metallum: The Metal Archives — веб-сайт, содержащий большую базу данных об исполнителях и музыкальных коллективах в стиле метал. В каталоге содержится такая информация о музыкантах как составы групп, дискографии, логотипы, тексты песен, фотографии и обзоры альбомов, написанные зарегистрированными пользователями. На ноябрь 2013 года энциклопедия содержала информацию о более чем 124 тысячах групп, 245 тысячах релизов и более чем полутора миллионах песен. На сайте зарегистрировано 325 тысяч пользователей. Со дня своего создания в 2002 году энциклопедия является частным и независимым сайтом без рекламы, созданным канадской парой под псевдонимами Morrigan и HellBlazer. В ноябре 2009 года веб-сайт занимал 26 место в категории «музыка» в рейтинге Alexa.
В проекте Encyclopaedia Metallum действует система баллов, которые зарегистрированный пользователь может получить за ввод той или иной информации о группах, написания обзоров и так далее. 
Сайт не доступен на территории РФ на момент 2021 года, но согласно сайту Роскомнадзора не является заблокированным (не считая нескольких страниц).

## Правила
Сайт известен жёсткими правилами в отношении групп, которые можно разместить в энциклопедии. Так, группы, играющие ню-метал и джент, запрещены, а группы, играющие смешанные жанры, такие как металкор, индастриал-метал и грайндкор, добавляются только после проверки администрацией на предмет того, преобладает ли элементы метала у этих групп. Так, группы, исполняющие металкор, рекомендуется добавлять только при выполнении принципа «метала больше, чем кора». При сомнениях предлагается вообще отказаться от добавления.
При этом группы могут быть добавлены, если в прошлом они играли метал или перешли на него (Katatonia, Def Leppard). Но в итоге были случаи, когда «запрещённые» группы были впоследствии размещены на сайте, или наоборот — подобное наблюдается в случае с «неметаллическими» сайд-проектами метал-музыкантов (Pain, Wongraven).
Для удобства участников, в правилах сайта указывается, как определить, допустимо ли поместить информацию о группе на сайт.
Также, у размещаемой группы должен быть хоть один релиз. Это должен быть либо любой релиз на физическом носителе, либо, в случае цифровой дистрибуции, общая продолжительность песен релиза должна быть около 20 минут. Запрещено размещение бутлегов (исключение — Dawn of the Black Hearts группы Mayhem, который имеет историческое значение).